# Poecilimon guichardi
Poecilimon guichardi är en insektsart som beskrevs av Karabag 1964. Poecilimon guichardi ingår i släktet Poecilimon och familjen vårtbitare. Inga underarter finns listade i Catalogue of Life.